# Itarissa crenulata
Itarissa crenulata är en insektsart som först beskrevs av Brunner von Wattenwyl 1891.  Itarissa crenulata ingår i släktet Itarissa och familjen vårtbitare. Inga underarter finns listade i Catalogue of Life.